# 오피스 빌런
《오피스 빌런》은 대한민국의 MBN에서 방송된 예능 프로그램이다.

## 기획 의도
K-직장문화 개선 프로젝트 <오피스빌런> 대한민국 모든 일터에서 벌어지고 있는 충격적인 오피스 빌런 사연 대방출! 갑질 사장, 꼰대 상사, 하극상 부하직원, 개념상실 mz직원 등 상상을 초월하는 오피스 빌런을 분석한 뒤 대처법을 함께 연구해본다.

## 방송 일정
| 방송 채널   | 방송 기간                         | 방송 시간                            | 비고 |
| ----------- | --------------------------------- | ------------------------------------ | ---- |
| MBN · 채널S | 2023년 3월 20일 ~ 2023년 5월 22일 | 매주 월요일 밤 10시 40분 ~ 12시 10분 | 종영 |

## 진행자
- 신동엽
- 홍현희
- 이진호

## 같이 보기
- 회사
- 직장